# Paralimnophila (Paralimnophila) wilsoniana
Paralimnophila (Paralimnophila) wilsoniana is een tweevleugelige uit de familie steltmuggen (Limoniidae). De soort komt voor in het Australaziatisch gebied.